# Џим Бучер
Џим Бучер (енгл. Jim Butcher; Индепенденс, 26. октобар 1971) јесте амерички књижевник фантастике.

## Биографија
Рођен је у Индепенденсу у Мисурију. Има једног сина Џејмса Џ. Бучера који је такође писац фантастике. 
Његов серијал Дрезденови досијеи се састоји од 17 романа, а такође је написао серијал епске фантастике Кодекс алера, као и серијал стимпанк фантастике The Cinder Spires.
Радио је на популарисању засебног жанра у фантастичној књижевности који је касније назван урбана фантастика, у питању је жанр романа у ком натрприродна бића живе заједно са обичним људима, и за њихово постојање се зна. Најпознатији је по серијалу Дрезденови досијеи, о чаробњаку детективу Дрездену, који је екранизован као истоимена серија..

## Дела
На српски се преводи његов серијал Дрезденови досијеи.
- Олујни талас (ИПС Медиа, 2009), друго издање као Олујни фронт (Жир издаваштво, 2022)
- Махнити месец (Жир издаваштво, 2024)[4]
- Смртна опасност (Жир издаваштво, 2025)
- Најављене су још две књиге из серијала за превод на српски.[5]